# Riano
Riano là một đô thị ở tỉnh Roma trong vùng Latium thuộc Ý. Nó có cự ly khoảng 20 km về phía bắc của Roma, trong thung lũng sông Tiber, gần Veio.
Riano giáp các đô thị: Castelnuovo di Porto, Monterotondo, Roma, Sacrofano.